# Colquhounia
Colquhounia – rodzaj roślin z rodziny jasnotowatych. Obejmuje 5–6 gatunków. Występują one rejonie Himalajów, na Półwyspie Indochińskim i w południowych Chinach. Rośliny te występują w formacjach zaroślowych, na górskich stokach, w miejscach suchych i widnych, często na przydrożach. Ich kwiaty zapylane są przez pszczoły.
Rośliny uprawiane są dla późno rozwijających się kwiatów, w Bhutanie jako krzewy żywopłotowe. Najczęściej uprawiany jest gatunek C. coccinea. Krzewy te wymagają ciepłego klimatu i osłony przed zimnymi wiatrami.
Nazwa rodzajowa upamiętnia Sir Roberta Colquhouna, brytyjskiego żołnierza stacjonującego w Nepalu i odkrywcę roślin z początku XIX wieku.

## Morfologia
PokrójKrzewy i byliny o pędach u nasady drewniejących, osiągające do 3 m wysokości. Łodygi prosto wzniesione lub podnoszące się, okrągłe na przekroju, pokryte włoskami pojedynczymi lub rozgałęzionymi.
LiścieNaprzeciwległe, sezonowe, ogonkowe. Blaszka pojedyncza, ząbkowana lub karbowana, owłosiona. Liście są nieco aromatyczne, w zapachu przypominają ananasa.
KwiatyZebrane po 1–5 w wierzchotki skupione w okółki tworzące złożone, gęste lub luźne kwiatostany wiechowate lub główkowate. Kwiaty są siedzące lub krótkoszypułkowe, wsparte równowąskimi przysadkami. Kielich jest tworzony przez pięć działek zrośniętych w rurkę walcowatą lub dzwonkowatą, 10-nerwową, zakończoną podobnej długości łatkami. Korona jest silnie grzbiecista, dwuwargowa, żółta do purpurowej, czasem nakrapiana, z długą, wygiętą rurką zakończoną dwiema wargami, z których mniejsza, górna jest wzniesiona, nieco kapturkowata, a dolna jest trójłatkowa. Cztery pręciki sięgają górnej łatki i są dwusilne. Ich nitki są nieco owłosione, a pylniki eliptyczne. Zalążnia jest naga, górna,  dwukomorowa z dwoma zalążkami w każdej z komór. Szyjka słupka pojedyncza, zwieńczona dwudzielnym znamieniem, którego ramiona są równe lub asymetryczne.
OwoceRozłupnie, rozpadające się na cztery wąskojajowate rozłupki na szczycie nieco oskrzydlone, nagie lub ogruczolone.

## Systematyka
Pozycja systematyczna
Rodzaj z podrodziny Lamioideae z rodziny jasnotowatych Lamiaceae.
Wykaz gatunków
- Colquhounia coccinea Wall.
- Colquhounia compta W.W.Sm.
- Colquhounia elegans Wall. ex Benth.
- Colquhounia seguinii Vaniot
- Colquhounia vestita Wall.